# Cowsay
Cowsay es un programa que genera el dibujo de una vaca en código ASCII con un mensaje. Además puede generar dibujos de otros animales y personajes, como lo es Tux el Pingüino, la mascota de Linux. Está escrito en Perl. Además existe un programa relacionado llamado cowthink, en donde la vaca muestra su mensaje en un globo de pensamiento y no en globos de discurso. A través de diferentes parámetros se puede lograr diferentes versiones de la "vaca", diferentes tipos de "ojos" y "lenguas", etc. Suele ser usada en las conversaciones de IRC, capturas de pantalla, documentación de Software, o para mostrar galletas de la fortuna en las terminales de Linux. Es más o menos una broma entre la cultura hacker. En el 2007 fue marcado como el paquete Debian del día.

## Ejemplos
Ejemplo de uso junto al comando fortune de Unix.
| $ fortune \| cowsay ________________________________________ / You have Egyptian flu: you're going to \ \ be a mummy. / ---------------------------------------- \ ^__^ \ (oo)\_______ (__)\ )\/\ \|\|----w \| \|\| \|\| |

Y usando el parámetro -f seguido de tux, uno puede reemplazar la imagen de la vaca con la de otros seres, como es Tux, la mascota de Linux:
| $ fortune \| cowsay -f tux _________________________________________ / You are only young once, but you can \ \ stay immature indefinitely. / ----------------------------------------- \ \ .--. \|o_o \| \|:_/ \| // \ \ (\| \| ) /'\_ _/`\ \___)=(___/ |